# Shodan (webbplats)
Shodan är en sökmotor för att hitta specifika typer av enheter anslutna till internet. Sökmotorn skapades 2009 av amerikanen John Matherly. Shodan indexerar servrar som är anslutna till internet genom att spara ned deras "banner", det vill säga meta-datan som servern skickar tillbaka. Shodan kan användas för att hitta enheter som vanligtvis inte länkas från andra ställen på internet såsom privata webbkameror. Sökmotorn lanserades för att säkerhetsexperter skulle kunna hålla koll på eventuella säkerhetsluckor i system, men går även bra att använda för den som vill exploatera luckor.
Shodan är möjligt att använda utan kostnad, men då är funktionen begränsad. Endast 50 sökresultat kan visas per sökning och man kan inte använda vissa filtreringsfunktioner såsom att filtrera på Telnetprotokollet (port 23). För obegränsad användning krävs en avgift och en anledning måste anges.
Användare av Shodan har bland annat hittat och tagit sig in i kontrollsystem för ett hotell, en biltvätt, en hockeyrink, ett krematorium och kärnkraftverk.

## De protokoll som Shodan indexerar
Shodan indexerar för närvarande inte alla protokoll och portar utan är begränsat till de vanligaste, som 21 (FTP), 22 (SSH), 23 (Telnet) och 80 (HTTP).